# Michał Kirkor (generał)
Michał Kirkor (ur. 1748 – zm. po 1800) – generał adiutant Stanisława Augusta Poniatowskiego.

## Życiorys
Był Tatarem pochodzącym z Litwy. Dworzanin królewski i oficer lekkokonnego pułku tatarskiego. W 1783 został pułkownikiem i fligeladiutantem króla. W 1790 mianowany generałem adiutantem i szefem pułku. Uczestnik wojny polsko-rosyjskiej 1792, walczył m.in. pod Mirem i Mścibowem. Po wybuchu insurekcji kościuszkowskiej przyłączył się do niej. Towarzyszył królowi w Grodnie i w czasie jego pobytu w Petersburgu. Obecny na koronacji cesarza Pawła I.
W XVIII wieku był członkiem loży wolnomularskiej Świątynia Izis.